# Lee Wan Yuen
Lee Wan Yuen (Kuala Lumpur, 20 de noviembre de 1977) es una deportista malasia que compitió en taekwondo. Ganó dos medallas en los Juegos Asiáticos en los años 1998 y 2002, y dos medallas en el Campeonato Asiático de Taekwondo en los años 1996 y 1998.

## Palmarés internacional
| Juegos Asiáticos    | Juegos Asiáticos             | Juegos Asiáticos  | Juegos Asiáticos |
| Año                 | Lugar                        | Medalla           | Categoría        |
| ------------------- | ---------------------------- | ----------------- | ---------------- |
| 1998                | Bangkok (Tailandia)          | Medalla de plata  | +70 kg           |
| 2002                | Busan (Corea del Sur)        | Medalla de bronce | +72 kg           |
| Campeonato Asiático |                              |                   |                  |
| Año                 | Lugar                        | Medalla           | Categoría        |
| 1996                | Melbourne (Australia)        | Medalla de bronce | +70 kg           |
| 1998                | Ciudad Ho Chi Minh (Vietnam) | Medalla de bronce | +70 kg           |